# Monkey Wretches
Monkey Wretches est un court métrage de la série Oswald le lapin chanceux, produit par le studio Robert Winkler Productions et sorti le 11 novembre 1935.

## Fiche technique
- Titre  : Monkey Wretches
- Série : Oswald le lapin chanceux
- Réalisateur : Walter Lantz
- Scénario : Walter Lantz
- Animateur : Fred Kopietz, Bill Mason
- Producteur : Walter Lantz
- Production : Walter Lantz Productions
- Distributeur : Universal Pictures
- Date de sortie : 11 novembre 1935[1]
- Musique: James Dietrich
- Format d'image : Noir et Blanc
- Langue : (en)
- Pays :  États-Unis